# Empoli (stacja kolejowa)
Empoli (włoski: Stazione di Empoli) – stacja kolejowa w Empoli, w regionie Toskania, w prowincji Florencja, we Włoszech. Znajduje się na linii Leopolda, a także na linii Centralna Toskania. Według klasyfikacji RFI posiada kategorię złotą. Dziennie obsługuje około 6 000 pasażerów.